# Santuario nuragico di Gremanu
Il santuario nuragico di Gremanu è un'area sacra nuragica, situata in territorio di Fonni in provincia di Nuoro.

## Descrizione
Il sito, risalente alla tarda età del bronzo e situato a più di 1000 m di altitudine, è composto da un villaggio di capanne e da diversi edifici sacri, racchiusi in un recinto rettangolare, dedicati al culto delle acque, tra i quali un tempio a megaron e un tempio a pianta circolare. L'insediamento, che si estendeva per sette ettari, era provvisto di un acquedotto, l'unico conosciuto nel mondo Nuragico.